# Monster Rancher 4
Monster Rancher 4 est un jeu vidéo, quatrième opus et deuxième jeu sur PlayStation 2, après Monster Rancher 3, de la série de jeux vidéo Monster Rancher, commercialisé en 2003 au Japon et en Amérique du Nord. Comme pour son prédécesseur, le jeu implique l'élevage et le combat de monstres. Le jeu est plutôt bien accueilli, notamment avec une moyenne de 77 % sur Metacritic.

## Développement
Monster Rancher 4 est annoncé au début de 2003 par la société Tecmo pour une sortie japonaise à la fin de l'année. IGN analyse le jeu avec quelques captures d'écran, et pense qu'il s'agit plus d'un RPG plutôt qu'un jeu de simulation de vie. Annoncé à l'E3, Tecmo tente une nouvelle approche tout en gardant la fonction de création de monstres depuis des CD/DVD, et quelques personnages emblématiques de la série tels que Mocchi, Suezo et Golem. Tecmo annonce également sa collaboration avec Sony Computer Entertainment permettant à la société d'inclure les singes de Ape Escape 2 dans le jeu.
Lors de la diffusion de nouvelles images et d'informations plus précises, il est appris que le joueur pourra explorer les divers endroits du jeu accompagné de son monstre. Le jeu, initialement annoncé pour le 24 octobre 2003, est repoussé au 17 novembre de la même année. Il sort finalement le 13 novembre 2003, et présente un nouveau système de jeu.